# Floraí
Floraí är en kommun i Brasilien.   Den ligger i delstaten Paraná, i den södra delen av landet, 1 000 km sydväst om huvudstaden Brasília. Antalet invånare är 5 050.
Trakten runt Floraí består till största delen av jordbruksmark. Runt Floraí är det glesbefolkat, med 20 invånare per kvadratkilometer.